# Parapilanus ceylonicus
Parapilanus ceylonicus är en spindeldjursart som beskrevs av Beier 1973. Parapilanus ceylonicus ingår i släktet Parapilanus och familjen blindklokrypare. Inga underarter finns listade i Catalogue of Life.